# Marssac-sur-Tarn
Marssac-sur-Tarn település Franciaországban, Tarn megyében. Lakosainak száma 3486 fő (2022. január 1.). Marssac-sur-Tarn Labastide-de-Lévis, Albi, Castelnau-de-Lévis, Florentin, Lagrave és Terssac községekkel határos.

## Népesség
A település népességének változása:
| Lakosok száma | 3014 | 3055 | 3199 | 3200 | 3277 | 3395 | 3439 | 3449 | 3486 |
|               | 2013 | 2015 | 2016 | 2017 | 2018 | 2019 | 2020 | 2021 | 2022 |